# Подъяблонное
Подъяблонное — деревня в Богородском районе Нижегородской области. Входит в состав Алешковского сельсовета.

## География
Находится в 29 км от Нижнего Новгорода. С деревней Подъяблонное монастырь связывает грунтовая дорога длиною 2 км

## Население
| 1999 | 2002 | 2010 |
| ---- | ---- | ---- |
| 37   | ↘20  | ↘8   |

В 1859 году в деревне Подъяблонное было 39 дворов и 280 человек. В деревне имелась церковь[4]

## улицы деревни
Улицы деревни:

Заовражная улица

Приокская улица

Яблоневая улица